# Ynys Castell
Ynys Castell est une île du pays de Galles située dans le détroit du Menai qui sépare l'île d'Anglesey du reste du pays ; elle se trouve entre deux autres îles : Ynys y Bîg et Ynys Gaint.
Il s'agit d'un morceau extrudé de schiste Précambrien situé sur un côté de l'estuaire de la rivière Cadnant. Il y a une chaussée qui mène à l'île et qui est couverte à marée haute.Sur l'île il y a une maison privée.   

## Étymologie
Le nom de l'île est composé des mots gallois ynys (« île ») et castell (« château »).